# Nicolò Bambini

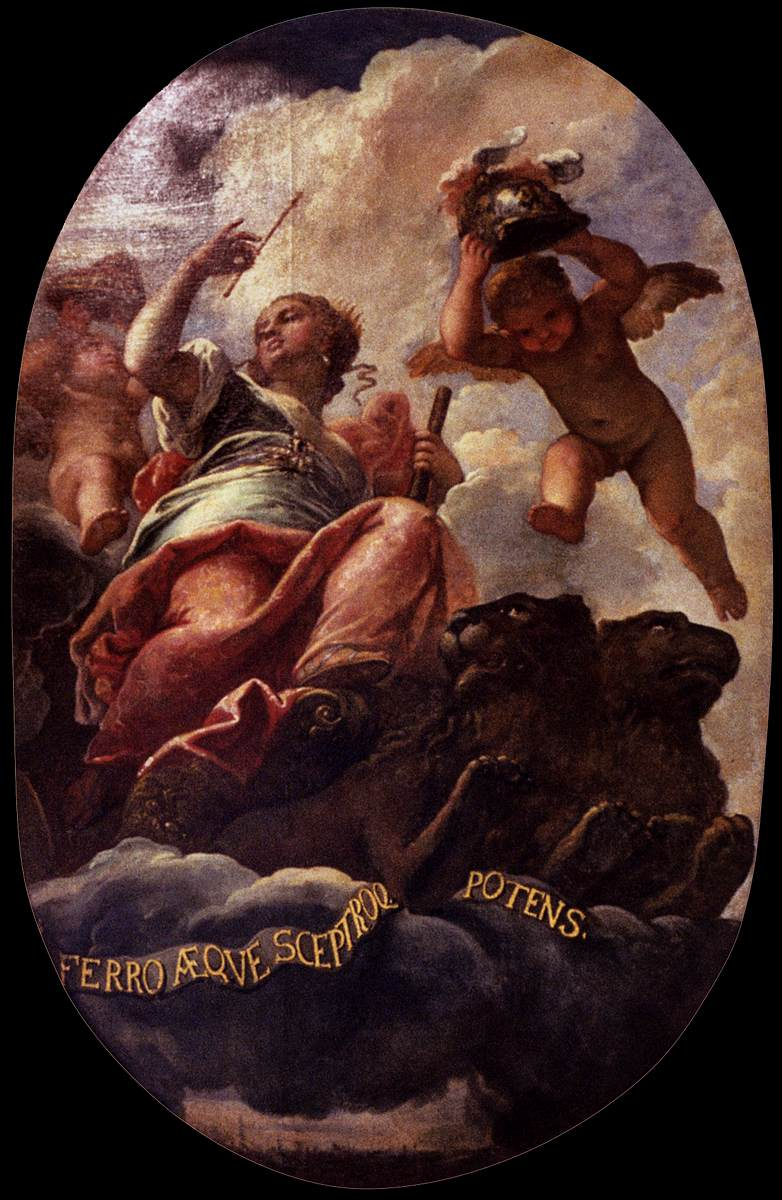
Trionfo di Venezia, 1682.

Nicolò Bambini detto il Cavalier Bambini (Venezia, 1651 – Venezia, 1736) è stato un pittore italiano del barocco.

## Biografia
Nato a Venezia, dove compie i primi studi come allievo di Sebastiano Mazzoni. Trasferitosi a Roma, divenne allievo di Carlo Maratta. Ha dipinto per la chiesa di Santo Stefano a Venezia subito dopo il suo ritorno da Roma. 
Lo Zanetti lo considerò «maestro di rara dottrina», che Bambini evidenziò soprattutto nelle opere in collaborazione con Giovanni Agostino Cassana.
Tra i suoi allievi si possono menzionare Gaetano Zompini, Girolamo Brusaferro e il figlio Giovanni.
Morì a Venezia. Ebbe due figli, anche loro pittori, Giovanni e Stefano.

## Opere
- Trionfo di Venezia (1682), Palazzo Pesaro, Venezia.
- Ratto delle Sabine, Musei Capitolini, Pinacoteca Capitolina, Roma.
- Glorificazione di Venezia e la famiglia Dolfin, Ca' Dolfin, Venezia.
- Rapimento di Elena, collezione privata.
- Rebecca al pozzo.
- Adorazione dei Magi, Chiesa di San Zaccaria, Venezia.
- La strage degli innocenti, Chiesa di Santa Maria Gloriosa dei Frari, Venezia.
- Mosè che colpisce la roccia, Chiesa di San Moisè, Venezia.
- Miracolosa comunione di santa Teresa di Gesù, Chiesa di Santa Maria di Nazareth, Venezia
- San Giuseppe appare a santa Teresa e la libera da un pericoloso incontro, Chiesa di Santa Maria di Nazareth Venezia.
- Ester al cospetto di re Assuero, Ca' Contarini del Bovolo, Venezia[3]
- Teleri monocromi nella cappella della Scuola Grande dei Carmini, Venezia (con il figlio Giovanni)

## Galleria d'immagini

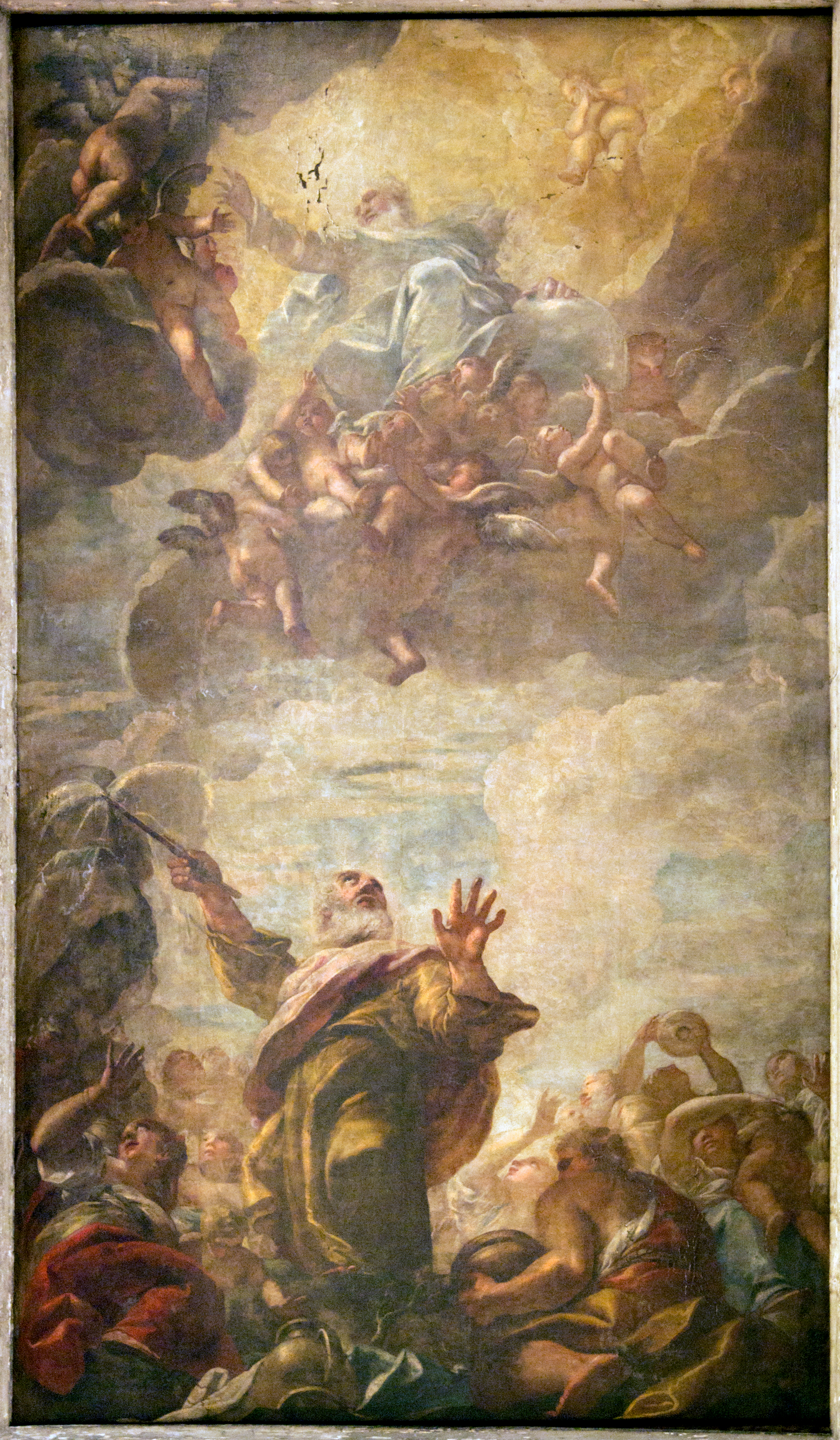
Mosè che colpisce la roccia, Chiesa di San Moisè, Venezia
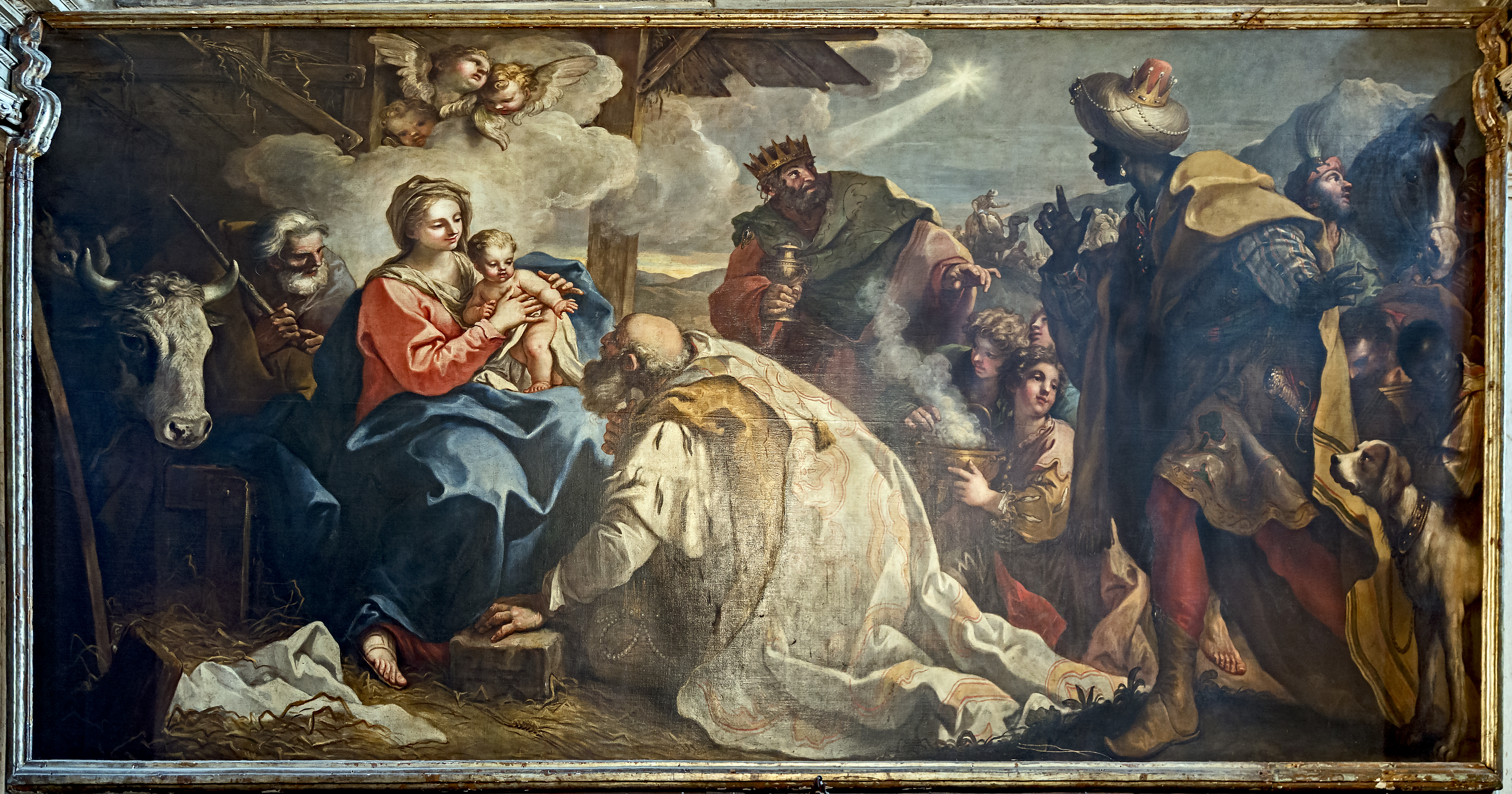
Adorazione dei Magi, Chiesa di San Zaccaria a Venezia
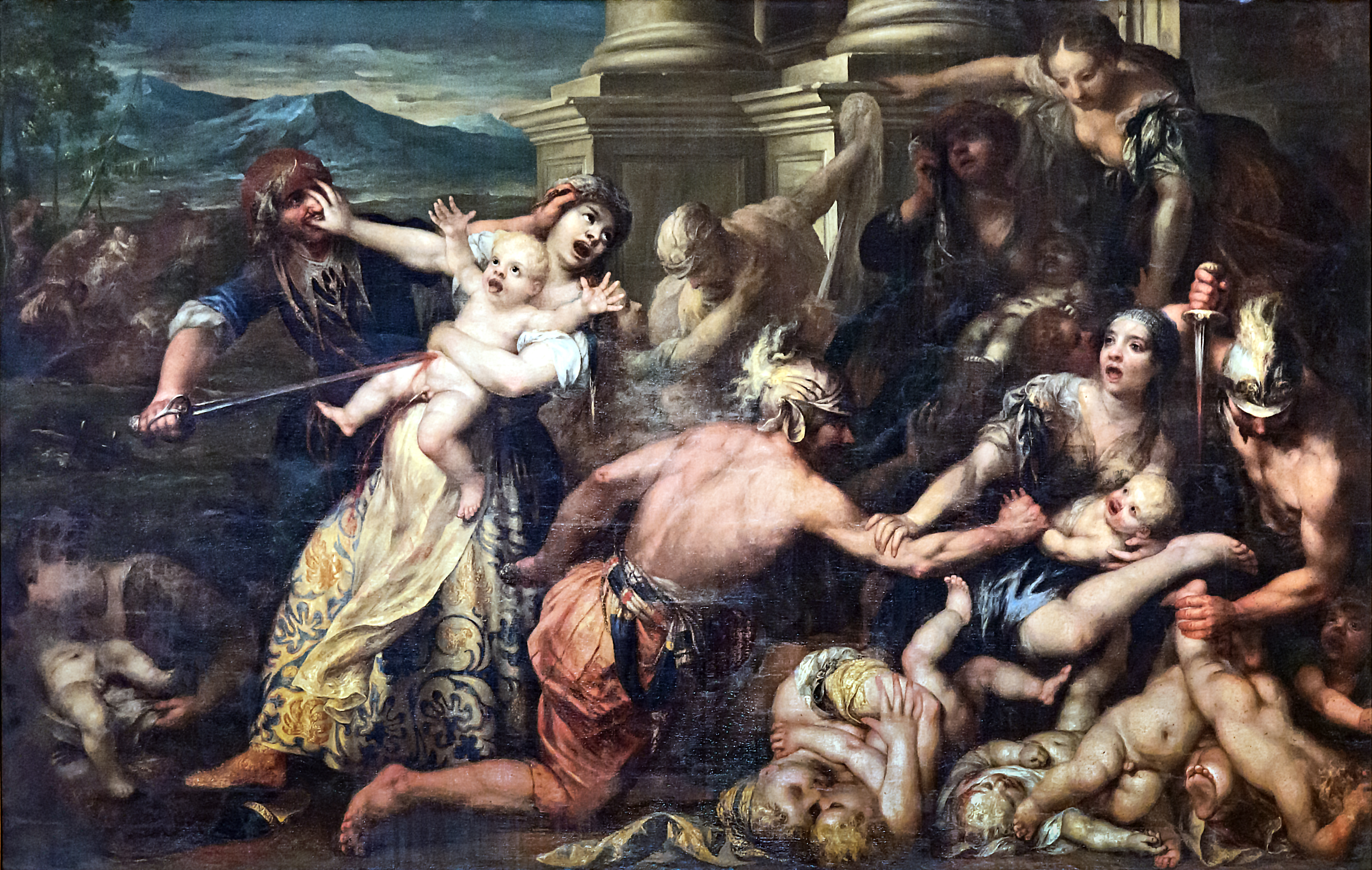
La Strage degli Innocenti, Chiesa di Santa Maria Gloriosa dei Frari
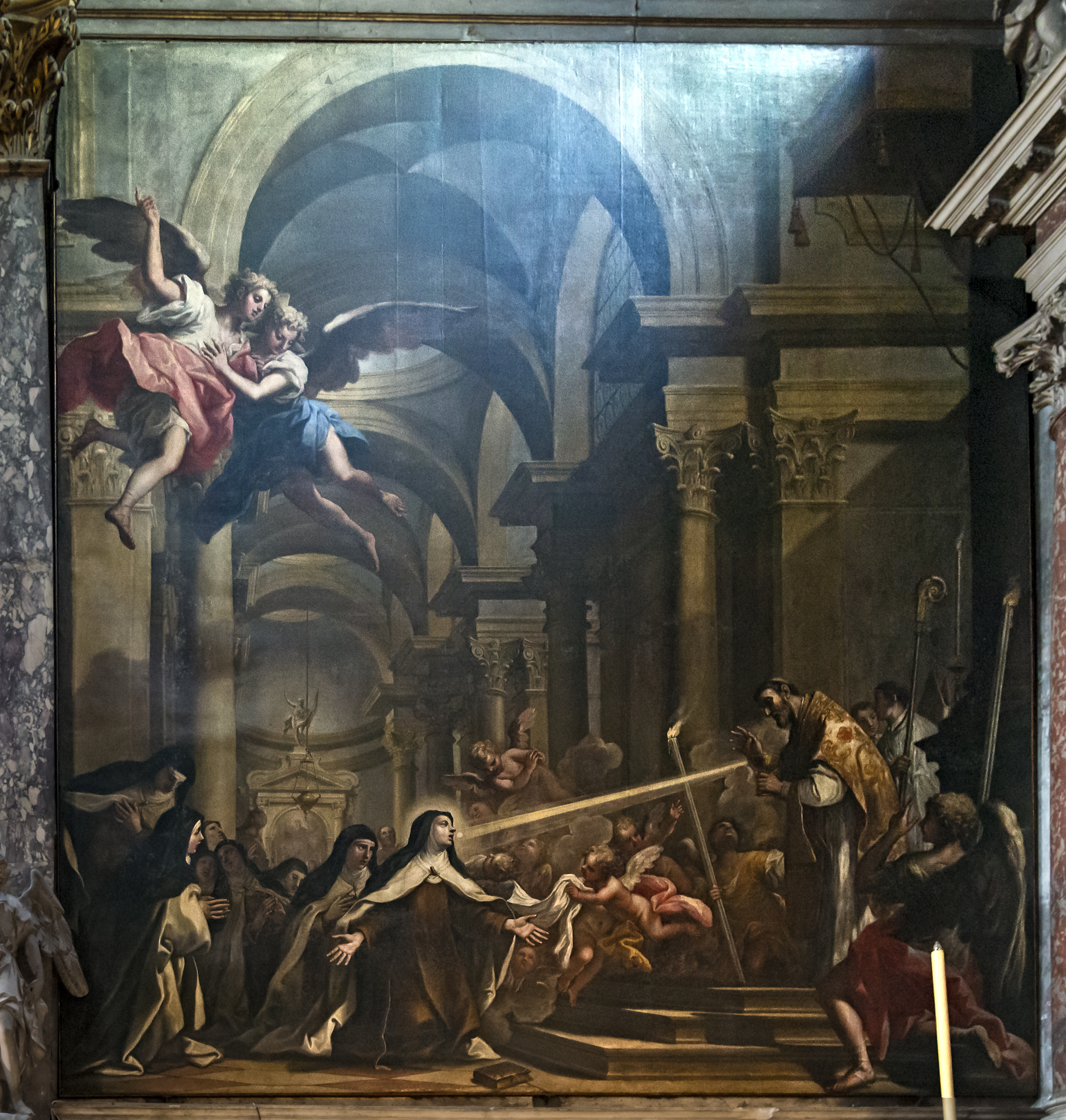
Miracolosa comunione di santa Teresa Chiesa di Santa Maria di Nazareth (Venezia)
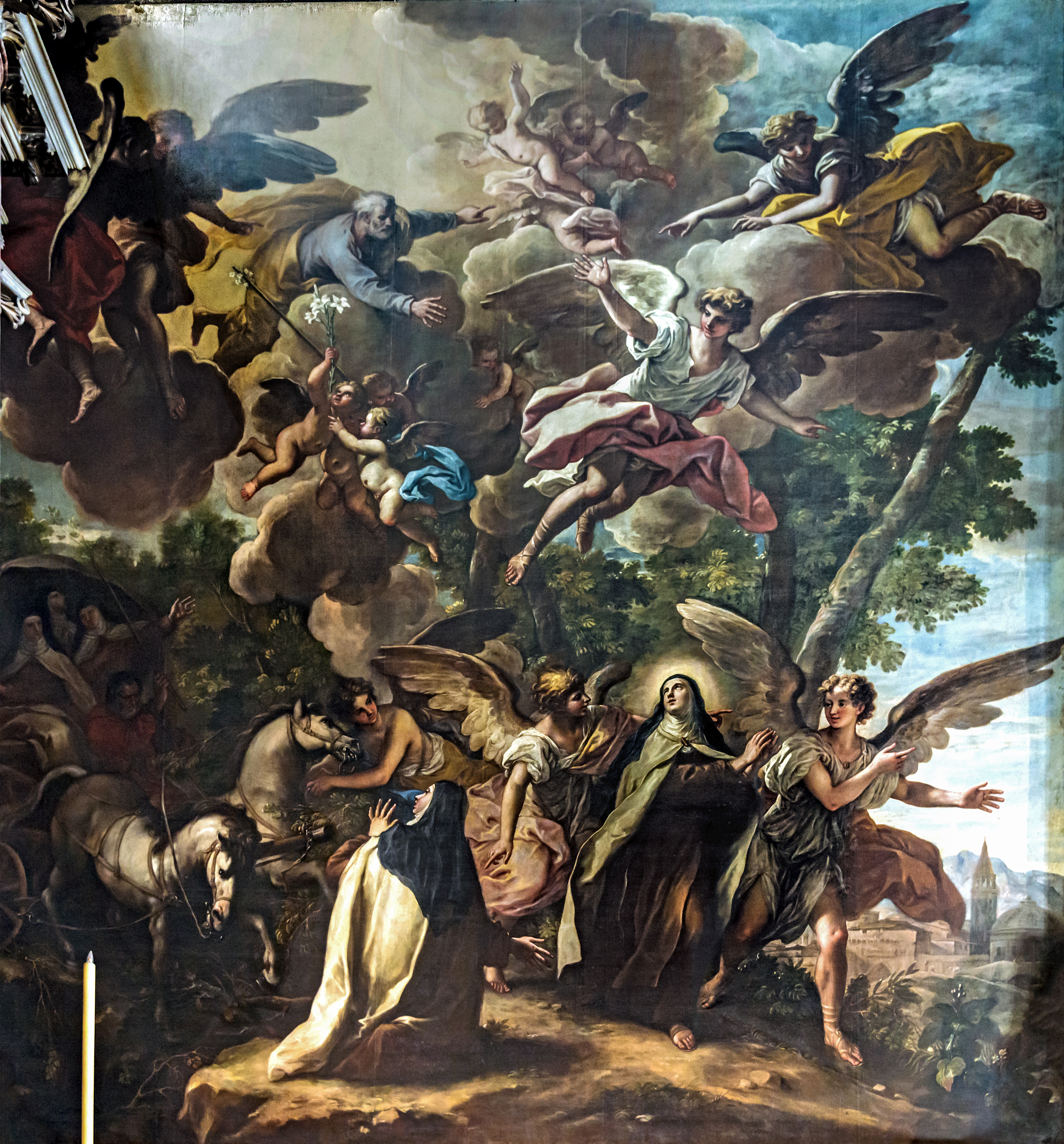
San Giuseppe appare a santa Teresa, Chiesa di Santa Maria di Nazareth, Venezia
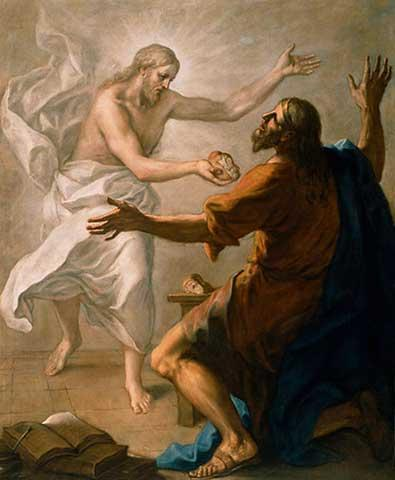
Comunione di San Giacomo apostolo, Chiesa di San Stae, Venezia
Achille a Sciro, Ca' Rezzonico
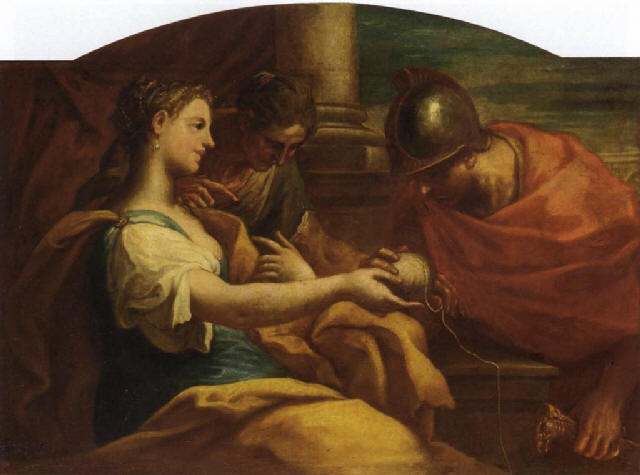
Arianna e Teseo
Il ratto delle Sabine, Ca' Rezzonico
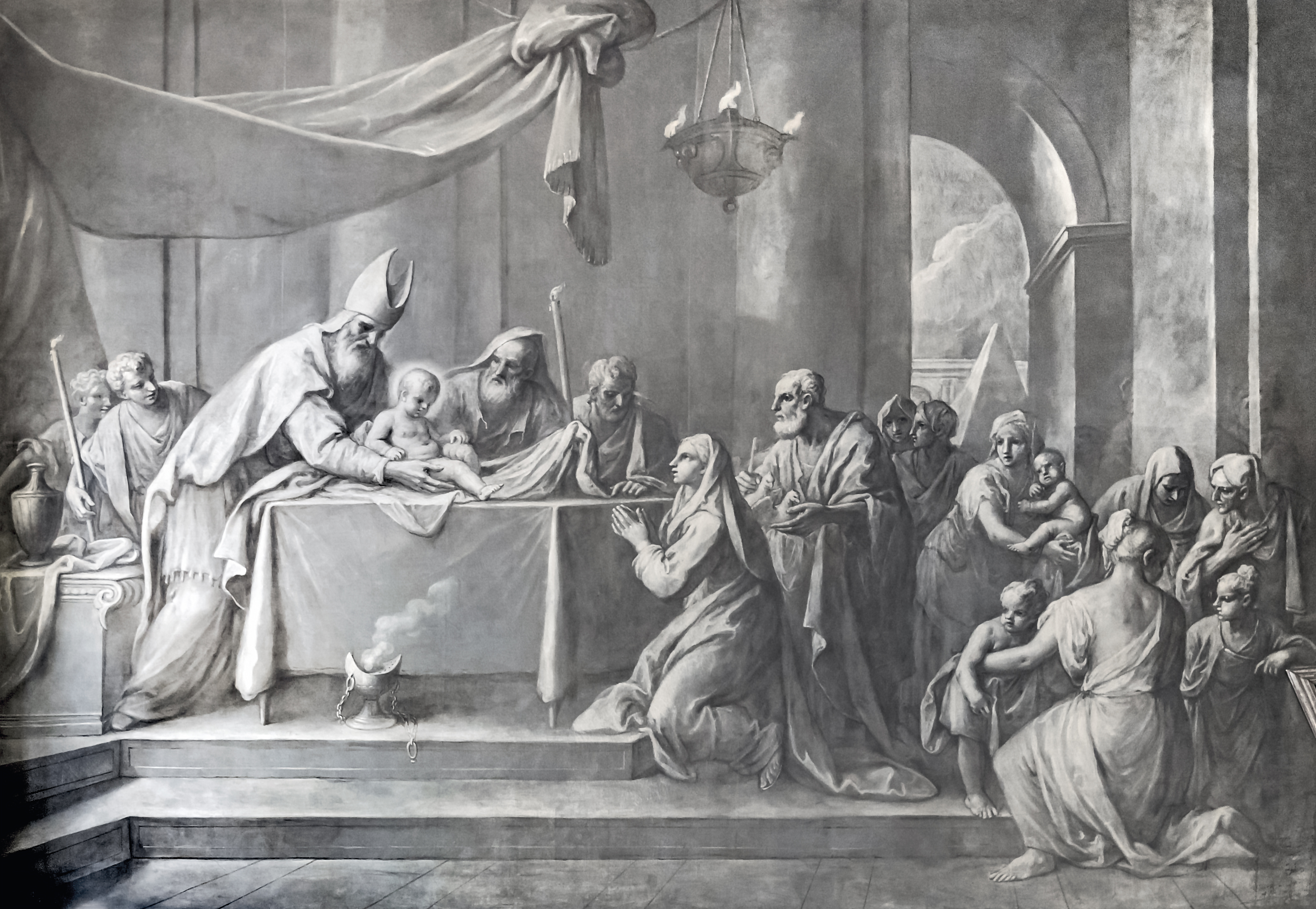
La circoncisione di Gesù, Scuola Grande dei Carmini
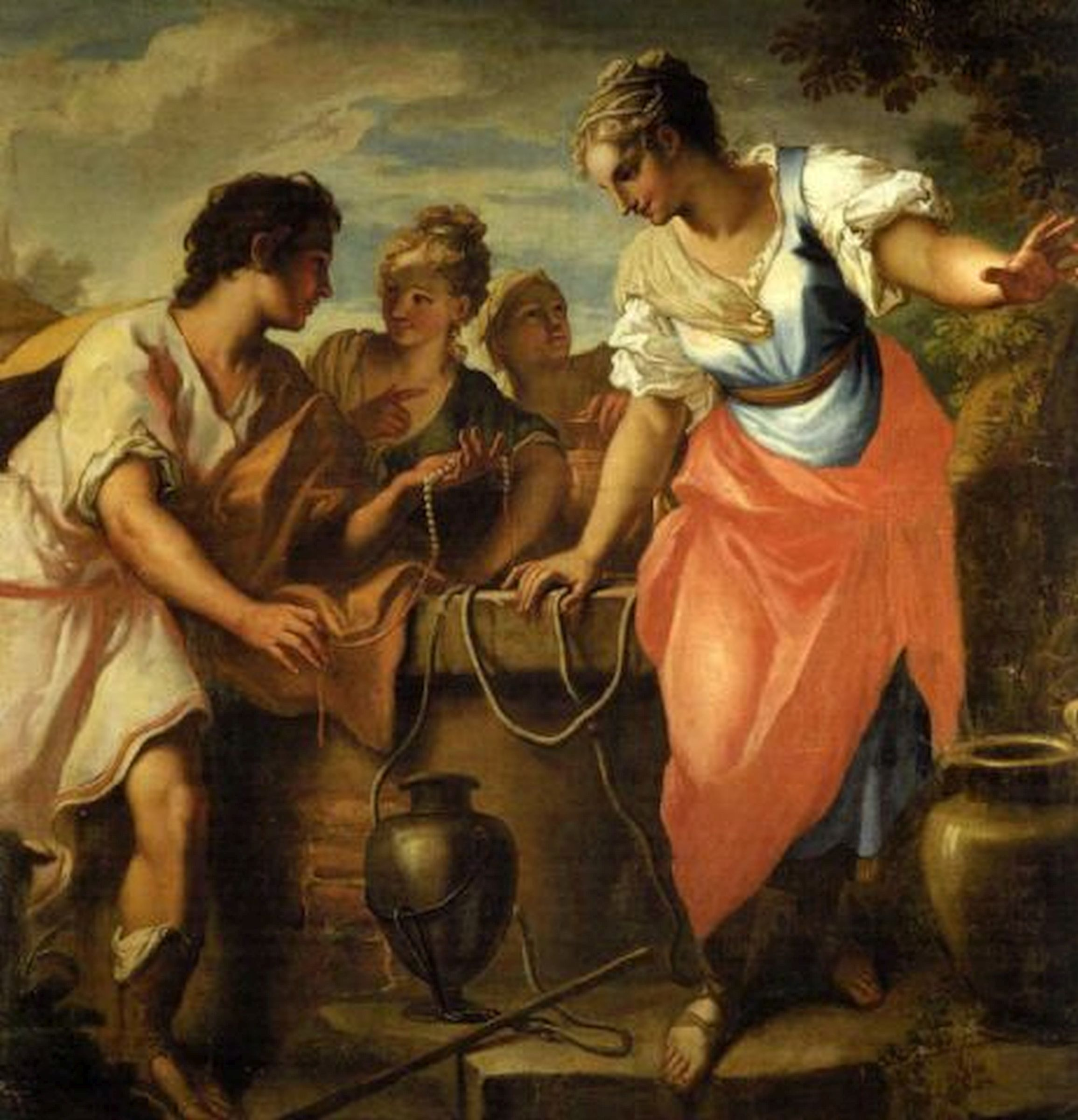
Rebecca al pozzo